# Waldo Machado
Waldo Machado da Silva, conocido por el apodo futbolístico de Waldo, (Niterói, 9 de septiembre de 1934 - Burjasot, 25 de febrero de 2019) fue un futbolista internacional brasileño. Jugó como delantero y su carrera deportiva transcurrió en el Fluminense de su país natal, siendo el máximo goleador de su historia, en el Valencia CF, equipo donde se consagró entre los 4 máximos goleadores en la historia del club, y en el Hércules, ambos de España. 

## Biografía
Waldo Machado fue el primer futbolista brasileño en triunfar en el Valencia. Se destacaba por su capacidad goleadora, logrando el Trofeo Pichichi en la temporada 1966-1967. Gran parte de sus goles los lograba debido a su precisión y potencia en el lanzamiento de los golpes francos. Waldo era un atleta con músculos de decathloniano. Tenía velocidad de corta distancia para rebasar al marcador y volear en carrera, además de cabecear con técnica.
Su fichaje por el club de Mestalla se produjo tras la participación del Fluminense (equipo en el que militaba Waldo) en el homenaje póstumo al también brasileño y jugador del Valencia Walter Marciano, fallecido en accidente de tráfico. Tras destacar en dicho encuentro anotando dos goles fue fichado por el entonces presidente del Valencia CF con la intención, en parte, de llenar el hueco dejado por la repentina muerte de su compatriota. 
Waldo es, aún después de su fallecimiento, el mayor goleador de la historia del Fluminense, con 319 goles en 403 partidos. En la selección brasileña anotó dos goles y en la selección carioca, seis.
Las diez temporadas que jugó en la primera plantilla del Valencia fueron muy exitosas, logrando dos Copas de Ferias (goleador en 1962) y una Copa del Rey. En total disputó los siguientes partidos:
- Primera división española: 216 partidos y 117 goles
- Copa del Rey: 30 partidos y 13 goles
- Copa de Ferias: 50 partidos y 30 goles

Además sigue siendo, actualmente, el segundo goleador histórico del Valencia en liga detrás de Edmundo Suárez, superando a jugadores como Mario Kempes y Fernando Colomer.

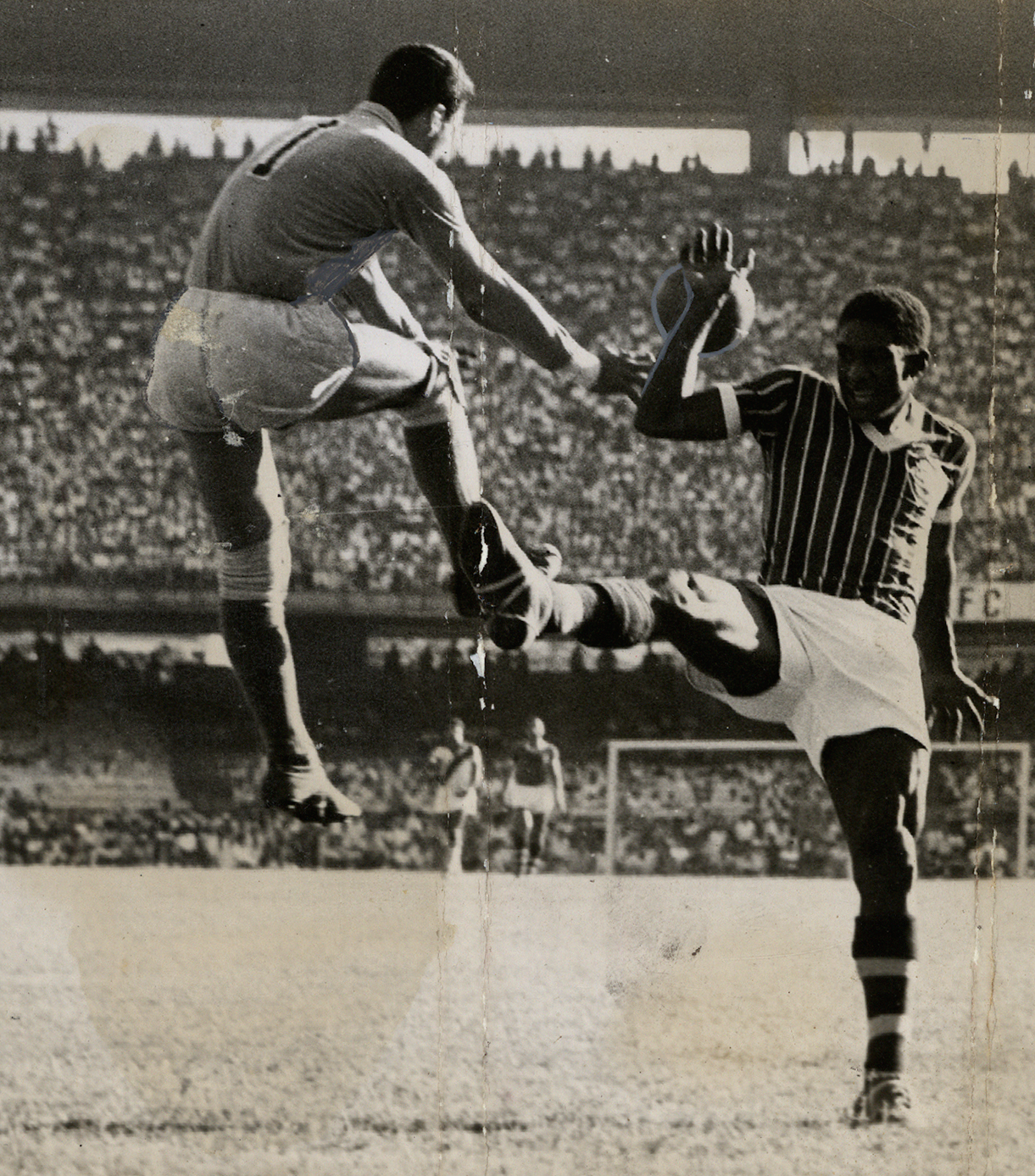
Waldo en el Maracanã.

### Selección nacional
- 5 partidos jugados y 2 goles:

1. Brasil 7 a 1  Malmö, 08/05/1960.
2. Brasil 4 a 3  Dinamarca, 10/05/1960.
3. Brasil 4 a 0  Chile, 29/06/1960,   2 goles.
4. Brasil 2 a 1  Paraguay, 03/07/1960.
5. Brasil 5 a 1  Argentina, 12/07/1960 (Campeón de Copa Atlântico).

## Clubes
| Club             | País   | Año       | PJ  | Goles |
| ---------------- | ------ | --------- | --- | ----- |
| Fluminense F. C. | Brasil | 1954-1961 | 403 | 319   |
| Valencia C. F.   | España | 1961-1970 | 296 | 160   |
| Hércules C. F.   | España | 1970-1971 | 12  | 1     |
|                  | Total  | 1954-1971 | 711 | 480   |

## Títulos

### Campeonatos nacionales
| Título               | Club                     | País   | Año  |
| -------------------- | ------------------------ | ------ | ---- |
| Torneo Río-São Paulo | Fluminense Football Club | Brasil | 1957 |
| Campeonato Carioca   | Fluminense Football Club | Brasil | 1959 |
| Torneo Río-São Paulo | Fluminense Football Club | Brasil | 1960 |
| Copa del Rey         | Valencia CF              | España | 1967 |

### Copas internacionales
- 2 Copas de Ferias - Valencia CF - 1962 y 1963

### Copa Atlântico
- 1  Copa Atlântico - Selección de fútbol de Brasil - 1960

### Distinciones individuales
| Distinción                                          | Año  |
| --------------------------------------------------- | ---- |
| Trofeo Pichichi al Máximo Goleador de Liga Española | 1966 |